# Гцгебеха
Гцгебе́ха (до февраля 2021 года — Порт-Эли́забет) (англ. Gqeberha/Port Elizabeth, африк. Die Baai, коса Gqeberha [ᶢǃʱɛ̀ɓéːxà], ранее Ibhayi) — город в ЮАР, в Восточной Капской провинции, административный центр района Какаду. Стоит на берегу залива Алгоа Индийского океана, в 770 км к востоку от Кейптауна. Город простирается на 16 км вдоль залива Алгоа, являясь одним из крупнейших морских портов в ЮАР. Сегодня город является частью Городского округа Бухта Нельсона Манделы с населением 1 152 115 жителей. Город получил своё название от исполняющего в 1820—1821 годах обязанности губернатора Капской колонии британского офицера Руфейна Шо Донкина (en:Rufane Shaw Donkin) в память его любимой молодой жены Элизабет Френсис, в девичестве Маркхем (Elizabeth Frances née Markham), умершей от лихорадки в 1818 году во время его службы в Индии; в память супруги он также возвёл небольшую пирамиду у дома смотрителя маяка.

## История
Город Порт-Элизабет был основан в 1820 году, основателями стали британские поселенцы, которые должны были усилить пограничный район с воинственным племенем коса. В 1861 году город получил статус автономного муниципалитета. Во время Второй англо-бурской войны британцы построили здесь концентрационный лагерь для бурских женщин и детей. Город не остался в стороне от политики апартеида, когда в 1962 году начались насильственные переселения чёрного населения, а в 1965 году целый район Саут-Энд был расселён и стёрт с лица города. Переселения продолжались до 1975 года. После свободных выборов 1994 года Порт-Элизабет столкнулся с той же проблемой, что и остальные районы страны — город захлестнула волна преступности, в большинстве случаев связанной с наркотиками. В 2001 был образован Городской округ Бухта Нельсона Манделы, который включил в себя, кроме Порт-Элизабет, соседние города Эйтенхахе и Деспэтч, а также прилегающие сельскохозяйственные районы.

## Демография
По переписи 2011 года, в Городском округе Бухта Нельсона Манделы проживало 1 152 115 человек.
По данным этой же переписи, 58,90 % респондентов определили себя как «чернокожие африканцы», 23,48 % — «цветные», 16,51 % — «белые» и 1,12 % — индусы/азиаты.
Конфессиональный состав: христиане (89,4 % жителей), атеисты (6,1 %), мусульмане (1,5 %), иудеи (0,4 %) и индуисты (0,3 %).

## Образование
Университет Нельсона Манделы был образован в 2005 году после объединения Университета Порт-Элизабет, института Техникон и кампуса университета Виста. Является крупнейшим университетом Восточно-Капской провинции, число студентов в семи кампусах и семи факультетах составляет 24 тысячи человек. В городе также есть кампусы колледжа Рассел-Роуд и Школы креативной экономики.

## Города-побратимы
- Джэксонвилл, США
- Палм-Дезерт, США